# Onychognathus tristramii
Onychognathus tristramii là một loài chim trong họ Sturnidae.